# Pseudaphanostoma murmanicus
Pseudaphanostoma murmanicus är en plattmaskart som först beskrevs av Mamkaev 1967.  Pseudaphanostoma murmanicus ingår i släktet Pseudaphanostoma, och familjen Isodiametridae.
Artens utbredningsområde är Norra Ishavet. Inga underarter finns listade.